# Ma fille est somnambule
Pour plus de détails, voir Fiche technique et Distribution.
Ma fille est somnambule (titre original : High and Dizzy) est un court métrage de comédie américain, en noir et blanc et muet, réalisé par Hal Roach et sorti en 1920. Ce film met en scène le comique Harold Lloyd.

## Synopsis
Un jeune médecin reçoit la visite d'un père et de sa fille car celle-ci souffre de somnambulisme. Toutefois, le père, peu convaincu par le médecin, met rapidement fin à la consultation. Le médecin retrouve un collègue et partage quelques verres avec lui, alors que c'est la période de la prohibition, mais attirent l'attention d'un policier qui n'aura de cesse de les poursuivre. Plus tard, le jeune médecin rentre à son hôtel et découvre que la jeune fille somnambule y réside aussi. Il interviendra lors d'une crise de somnambulisme, la suivant jusque sur le toit de l'hôtel.

## Fiche technique
- Titre : Ma fille est somnambule
- Titre original : High and Dizzy
- Réalisation : Hal Roach
- Scénario : Frank Terry
- Musique : Robert Israel (pour l'édition vidéo de 2003)
- Production : Hal Roach, Rolin Films
- Pays de production :  États-Unis
- Genre : comédie
- Durée : 26 minutes
- Dates de sortie :
  - États-Unis : 11 juillet 1920
  - France : décembre 1923

## Distribution
- Harold Lloyd : le jeune docteur
- Mildred Davis : la jeune somnambule
- Roy Brooks : le collègue
- Wallace Howe : le père
- William Gillespie : apparition (non crédité)
- Charles Stevenson : le policier (non crédité)
- Noah Young : L’homme qui défonce la porte de l’hôtel  (non crédité)

## Récompenses et distinctions

### Nominations
- Saturn Award 2006 :
  - Saturn Award de la meilleure collection DVD (au sein du coffret Harold Lloyd Collection)